# Regenwouden van de Atsinanana
De regenwouden van de Atsinanana is een geheel van zes nationale parken in Madagaskar die sinds 2007 onder deze titel deel uitmaken van de Werelderfgoedlijst. De parken liggen in het oosten van het Madagaskar en zijn zeer belangrijk voor het behoud van ecologische processen die noodzakelijk zijn voor het voortbestaan van de biodiversiteit van het eiland, die de geschiedenis van het eiland weerspiegelt. Door de afscheiding van het eiland van de andere landmassa's zo'n 60 miljoen jaar geleden zijn de fauna en flora van Madagaskar geïsoleerd geëvolueerd. De regenwouden zijn ook op de Lijst ingeschreven omwille van de bedreigde diersoorten die er leven, meer bepaald de lemuren.

## Zes nationale parken
Verschillende gebieden in zes nationale parken maken deel uit van dit Werelderfgoed. Zij zijn samen in één werelderfgoed opgenomen omdat zij behoren tot de Atsinanana-ecoregio. De parken vertegenwoordigen een uitzonderlijke biodiversiteit en een groot aantal endemische planten- en dierensoorten. Het samengesteld Werelderfgoed omvat een representatieve selectie van de belangrijkste habitats van de unieke flora en fauna van de Malagassische regenwouden.
Het gaat om de volgende parken (van noord naar zuid):
1. nationaal park Marojejy,
2. nationaal park Masoala,
3. nationaal park Zahamena met het bijhorende natuurreservaat,
4. nationaal park Ranomafana,
5. nationaal park Andringitra,
6. nationaal park Andohahela.

Twee andere parken werden door Madagaskar voorgedragen als deel van het erfgoed, maar werden uiteindelijk niet opgenomen. Het gaat om het nationaal park Mantadia en het nationaal park Midongy.
Op 30 juli 2010 werden de regenwouden op de Rode Lijst van bedreigde werelderfgoederen bijgeschreven. Als redenen voor de inschrijving op de Rode lijst worden aangehaald: illegale houtkap en de illegale jacht op bedreigde lemuren in de parken. In 2025 werd deze evaluatie herzien en werd de erfgoedsite terug van de Rode Lijst geschrapt.

## Ligging en reliëf
De parken liggen in het oosten en noorden van Madagaskar. De Atsinanana-ecoregio wordt in het noorden begrensd door de Tsaratanàna- en Manongarivomassieven, in het zuiden door de kuststrook van Fort Dauphin, in het oosten door de oostkust van Madagaskar en in het westen door de oostgrens van het centrale hoogland.
De meeste parken liggen op de ruwe steile hellingen en het bergachtige hinterland die het centrale plateau in het binnenland scheiden van de kustvlakten in het oosten. Het nationaal park Masoala wijkt hiervan af en ligt op een schiereiland aan de noordoostkust.
De gebieden die tot het erfgoed behoren vertegenwoordigen ongeveer 20 tot 25 % van het geheel van regenwouden dat overblijft in Madagaskar en vormen slechts een fractie van de oorspronkelijke regenwouden. De meeste regenwouden opgenomen in het erfgoed liggen op hogere hoogte. Doordat het nationaal park Masoala aan de kust ligt, is het de voornaamste vindplaats van het laaglandregenwoud, dat elders in Madagaskar nog maar weinig voorkomt. De gebieden in het erfgoed zijn representatief voor de geografische spreiding langs de hele oostkust van Madagaskar, maar minder representatief voor de verschillende hoogtes, aangezien vooral regenwouden op hellingen en bergen in het erfgoed opgenomen zijn.
De regenwouden in het erfgoed zijn restanten van grotere oppervlakten die door menselijk toedoen (ontbossing o. a.) steeds kleiner zijn geworden. Ondanks het verlies van oppervlakte bestaat er toch nog een min of meer continu nauw stuk regenwoud langsheen de oostelijke hellingen en het noordelijke hoogland dat de verschillende parken met elkaar verbindt. De ontbossing heeft er echter wel voor gezorgd dat meerdere dierensoorten zijn uitgestorven, waaronder minstens 17 soorten lemuren. De regenwouden zijn dus van groot belang voor het voortbestaan van de overlevende soorten en toekomstige evolutionaire processen. Voor deze laatste processen lijken vooral de parken Marojejy, Zahamena, Andringitra en Andohahela van groot belang te zijn.

## Klimaat
De parken kennen een tropisch klimaat met droge en natte varianten, naargelang de ligging binnen de ecoregio en de lokale orografische variaties. Bijna alle resterende regenwouden liggen op de oostelijke hellingen en het noordelijke hoogland, waar er meer regen valt, in tegenstelling tot de aride en semiaride gebieden in het binnenland en het westen. De oostelijke gebieden krijgen het meest te maken met de regenwolken die vanaf de Indische Oceaan komen. De noordoostkust, met het nationaal park Masoala, krijgt regelmatig af te rekenen met tropische cyclonen. Over het algemeen kan men stellen dat de hoeveelheid regen geleidelijk afneemt van noord naar zuid en van oost naar west. De hoogste hoeveelheid regen wordt opgetekend op het schiereiland Masoala: ongeveer 6000 mm per jaar. De regenval op de noordelijke plateaus is ook vrij hoog en de regenhoeveelheid op het Tsaratananamassief aan de noordwestgrens van de ecoregio bedraagt meer dan 2000 mm per jaar. Het droogste deel van de ecoregio heeft een jaarlijkse regenval van ongeveer 1000 mm.

## Flora en fauna

### Flora
Binnen de ecoregio is er qua vegetatie en flora een zekere homogeniteit waar te nemen. De diversiteit hiervan hangt nauw samen met de topografie en het klimaat.
- In het erfgoed is slechts een kustwoud opgenomen, namelijk in het park Masoala. Dit soort woud is zeer belangrijk, daar er nog maar weinig dergelijke wouden overblijven. Bovendien schat men dat de kustflora zo'n 10 % uitmaakt van de totale flora van Madagaskar[3].
- Laaglandbossen (0 m tot 600 à 800 m) zijn te vinden op het schiereiland Masoala en op het Marojejymassief. Deze zijn zeer rijk aan inheemse plantensoorten.
- Het dichte regenwoud van ongeveer 800 m tot 1800 m is een meer open woud. Dit soort woud komt het meeste voor in de beschermde gebieden van het erfgoed.
- De bergregenwouden (1800 m tot 2000 m) zijn relatief zeldzaam. Zij komen voor op de Marojejy-, Andringitra- en Andohahelamassieven.
- In het park Ranomafana kan men ook moerassen en moeraswouden aantreffen.

### Fauna
Het oostelijke hoogland en de laaglandbossen hebben een belangrijke diversiteit aan zoetwatervissen. De regenwouden – en meer bepaald het noordelijke hoogland waarin Marojejy zich bevindt – zijn ook zeer rijk aan amfibieën. Zahamena is dan weer zeer rijk aan verschillende vogelsoorten, waarschijnlijk door de verschillende hoogtes en habitats die in het park aanwezig zijn. De aanwezigheid van knaagdieren is groter in de Atsinanana-ecoregio dan in de andere ecoregio's.

## Werelderfgoed

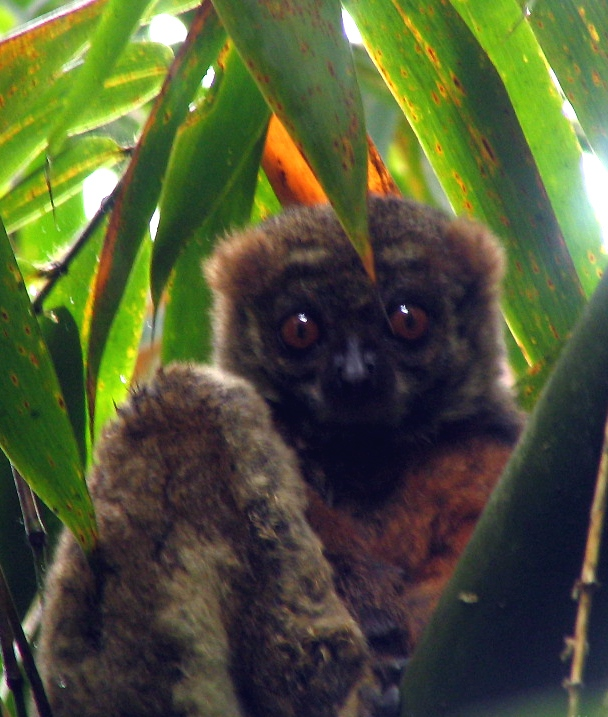
Een oostelijke wolmaki in het nationaal park Ranomafana

Sinds 2007 staan de zes nationale parken op de Werelderfgoedlijst. Hiervoor werden de volgende criteria aangehaald:
1. Criterium ix: de regenwouden van Atsinanana zijn relieken die verbonden worden met het steile terrein langs de steile hellingen en bergen van het Oosten van Madagaskar. De beschermde zones van dit erfgoed hebben een kritiek belang verworven voor het behoud van de ecologische processen die aan de gang zijn en noodzakelijk zijn voor het voortbestaan van de unieke biodiversiteit van Madagaskar. Deze biodiversiteit is de weerspiegeling van de geologische geschiedenis en de aardrijkskundige ligging van het eiland. Madagaskar is het op drie na grootste eiland ter wereld. Het is van de andere landmassa's afgescheiden sinds op zijn minst 60 tot 80 miljoen jaar. Het grootste deel van de planten en dieren zijn dus geïsoleerd geëvolueerd. Deze wouden zijn tevens een belangrijk toevluchtsoord geweest voor soorten tijdens vorige periodes van klimaatverandering en zullen een belangrijke rol spelen in de aanpassing en het voortbestaan van soorten met het oog op de toekomstige klimaatveranderingen.
2. Criterium x: binnen het erfgoed ligt het percentage van endemische soorten op ongeveer 80 à 90 procent voor alle groepen. Endemische families en geslachten zijn veelvoorkomend. Madagaskar behoort tot de belangrijkste landen met een zogenaamde megadiversiteit en herbergt een zeer hoog aantal endemische plantensoorten (ongeveer 12.000). Ook op vlak van de fauna bekleedt het erfgoed een belangrijke plaats, vooral wat betreft de primaten. In de parken zijn de vijf Malagassische primatenfamilies, alle inheemse lemurenfamilies, zeven inheemse knaagdiersoorten, zes inheemse soorten carnivoren en verschillende soorten vleermuizen vertegenwoordigd. Van de 123 niet-vliegende zoogdiersoorten in Madagaskar – waarvan er 72 op de Rode Lijst van de IUCN staan – komen er 78 voor in de parken. Het belang van het erfgoed wordt nog onderstreept door het feit dat door de ontbossing in het oosten van Madagaskar slechts 8,5 procent van de oorspronkelijke wouden overblijven. Het erfgoed beschermt de belangrijkste zones van deze resterende habitat.

Het enige andere natuurlijk werelderfgoed in Madagaskar is het natuurreservaat Tsingy de Bemaraha. Dit verschilt echter totaal van de nationale parken die deel uitmaken van het erfgoed "Regenwouden van de Atsinanana". Tsingy de Beharaha ligt in de semiaride westelijke laaglanden en bestaat uit karstlandschap.
De regenwouden kunnen vergeleken worden met de Gondwanaregenwouden in Australië. Deze regenwouden zijn echter opgesplitst in kleine eilandjes door vroegere klimaatverandering en menselijk toedoen, terwijl de regenwouden in Madagaskar eilanden zijn die liggen in een nog bestaande, maar nauwe, doorlopende band van resten regenwoud. Het feit dat de Malagassische regenwouden nog verbonden zijn verklaart ook waarom de uiteenlopende evoluties die de Australische regenwouden kenmerken in mindere mate terug te vinden zijn in de Malagassische.